# Медведица монгольская
Медведица монгольская (лат. Centrarctia mongolica) — вид бабочек из подсемейства медведиц (Arctiinae).

## Описание
Размах крыльев до 34 мм. Окраска передних крыльев темно-коричневая, с двумя желтыми пятнами, сетчатым рисунком из поперечных перевязей и продольных линий ярко-жёлтого цвета. Задние крылья красные, более светлые вдоль заднего края. Несут на себе узкое темное поперечное пятном посредине переднего края и три темных пятна неправильной формы вдоль наружного края. Брюшко красное, с рядом темных продольных полосок. Грудь темно-коричневая. Усики короткие.

## Распространение
В России известна на юге Сибири из Тувы вдоль северного берега озера Убсу-Нур, а также по трём находкам в сухой степи на юго-востоке Забайкальского края. В 2018 году впервые собран в Бурятии близ села Тарбагатай. Все остальные указания из Южной Сибири основаны на неверных определениях, что было подтверждено переопределением. Вне территории России обитает на территории Монголии и северного Китая в провинции Внутренняя Монголия.

## Биология вида
Подробно биология не изучена. Обитает в опустыненных степях. Лёт бабочек в июле. Активны в сумерках и ночью.

## Размножение
Гусеницы покрыты волосками, развиваются на полыни (Artemisia sieversiana). Окукливание в конце августа. Зимует куколка.

## Численность
Численность всегда была невысокой, но данных о её снижении нет. Лимитирующие факторы не известны.

## Замечания по охране
Занесена в Красную книгу России (I категория - находящийся под угрозой исчезновения вид.) Специальные меры охраны не разработаны.